# Бэнкс, Питер
Пи́тер Бэнкс (англ. Peter Banks; настоящее имя Питер Уильям Брокбэнкс, англ. Peter William Brockbanks; 15 июля 1947, Барнет — 7 марта 2013, Лондон) — британский гитарист. Наиболее известен как гитарист оригинального состава прог-рок-группы Yes (1968—1970), участвовал в записи двух первых альбомов группы — Yes и Time and a Word, а также двойного концертного альбома Something’s Coming: The BBC Recordings 1969—1970 (издан в 1997).

## Биография

### Ранние годы
Его отец был механиком-оптиком, а мать-уборщицей. Он вырос в Барнете, на севере Большого Лондона, где учился в средней школе Барнета и в колледже дальнейшего образования Барнета. Когда он был маленьким мальчиком, отец купил ему акустическую гитару. Будучи подростком, он также научился играть на банджо.
В 1963 году он начал играть в группе Nighthawks и отыграл свой первый концерт на фестивале New Barnet Pop, прежде чем покинуть эту группу и присоединиться к Devil’s Disciples в 1964 году. В состав группы входили Бэнкс (гитара), Джон Тайт (вокал), Рэй Алфорд (бас) и Малкольм «Пинни» Рэй (ударные). Они записали две песни: «You Better Move On» и «For Your Love». Примерно через год Бэнкс присоединился к The Syndicats, заменив их гитариста Рэя Фенвика.
Затем Бэнкс сформировал новую группу с бывшим басистом Selfs Крисом Сквайром, эта группа называлась Syn. К ним присоединились клавишник Эндрю Прайс Джекман, Стив Нарделли (вокал), а также Гуннар Йокулл Хаконарсон (ударные). Они записали два сингла, «Created by Clive» / «Gounded» и «Flowerman» / «14 Hour Technicolor Dream», оба в 1967 году. Он ненадолго покинул группу, к которой впоследствии присоединились певец Джон Андерсон, а затем барабанщик Билл Бруфорд. В течение этого короткого периода времени Бэнкс играл с группой Neat Change, записав сингл «I Lied to Aunty May».

### Карьера в группе Yes
Члены группы искали подходящее название, Андерсон предлагал назвать Life, Сквайр предлагал название World, но все согласились с предложением Бэнкса назвать группу «Yes». Atlantic Records обратили внимание на группу и в 1969 году пригласили их в студию для записи своего первого альбома Yes. На следующий год был готов еще один альбом (Time and a Word). 18 апреля 1970 года он сыграл свой последний концерт с Yes. Его заменил Стив Хау.

### Работа с другими группами
После Yes играл в группе Blodwyn Pig бывшего гитариста Jethro Tull Мика Абрахамса. В 1971 году создал собственную группу Flash с клавишниками Тони Кэйем (экс-Yes), потом Риком Уэйкманом и Патрисом Моразом, оба затем играли в той же Yes. Группа выпустила три альбома: Flash (1972), In The Can (1972 Nov.) и Out Of Our Hands (1973).
Но затем Бэнкс расформировал группу и выпустил сольный альбом Two Sides of Peter Banks (1973), который ему помогли записать известные рок-музыканты: гитаристы голландец Ян Аккерман (Flash) и Стив Хэккет (Genesis), басист Джон Уэттон (King Crimson) и ударник Фил Коллинз (Genesis). Летом 1973 года он играет в джаз-роковой группе Zox & the Radar Boys с Филом Коллинзом на ударных. Участвовал в записи альбомов многих видных музыкантов авангардного рока и был даже назван британскими журналистами «Архитектором прогрессивной музыки».
Параллельно работая над третьим альбомом Flash, Бэнкс и гитарист Ян Аккерман подружились и начали вместе играть и записываться.

### Более поздняя карьера
Работа во второй половине 1970-х годов включала в себя участие в альбомах Лонни Донегана и Якоба Фримана Магнуссона. Бэнкс был задействован в Romeo Unchained, альбоме 1986 года Tonio K. Он также работал с Иэном Уоллесом в The Teabags, включая Джеки Ломакс (вокал) и Ким Гарднер (бас). Никаких совместных записей из этого не вышло.
В 1993 году выходит сольная работа Бэнкса Instinct, состоящая из инструментальных композиций, полностью записанных самим Бэнксом, затем альбом Self Contained (1995) и Reduction (1997).
Участвовал в воссоединении группы The Syn в 2004 году, но покинул группу. После предварительных переговоров в 2004 году он также не был включен в новый состав группы Flash, который дебютировал на фестивале Prog Day Festival 2010, где басист Flash Рэй Беннетт взял на себя обязанности ведущего гитариста.
Участвовал в «трибьют»-альбомах, посвящённых группам «Yes» и «Emerson, Lake and Palmer».
В конце 2004 года Бэнкс сформировал новую группу Harmony in Diversity с Эндрю Букер и Ником Коттэм.
Умер от сердечного приступа 7 марта 2013 года в возрасте 65 лет в Лондоне. В заявлении группы музыкант назван «незаменимым фрагментом той ткани, которая сделала Yes тем, чем она является сейчас».

## Дискография

### Сольные альбомы
- 1973 — Two Sides of Peter Banks.
- 1994 — Instinct.
- 1995 — Self-Contained.
- 1997 — Reduction.
- 1999 — Can I Play You Something? (Записи 1964—1968 гг.).
- 2020 — Crossover (с David Cross).